# Гончар, Андрей Александрович
Андре́й Алекса́ндрович Гонча́р (21 ноября 1931, Ленинград, РСФСР, СССР— 10 октября 2012, Москва, Россия) — советский и российский математик, доктор физико-математических наук (1964). Учёный секретарь Отделения математики (1963—1965), член бюро отделения (1976—2012). Член-корреспондент по Отделению математики АН СССР (1974). Академик по Отделению математики АН СССР (1987). Вице-президент РАН (1991—1998), советник Президиума РАН (1998). Специалист в области теории функций и теории приближений. Ученик С. Н. Мергеляна.

## Биография
Родился 21 ноября 1931 года в Ленинграде. Отец — Александр Михайлович Гончар (1901(3) — 1938), комсомольский деятель, военный инженер, организатор производства. Мать — Алиса Гевондовна Ханджян (1907—1995); дядя по матери — А. Г. Ханджян. Сестра — Н. А. Гончар-Ханджян (р. 1937)
Житель блокадного Ленинграда. В 10-летнем возрасте вывезен из осаждённого города через Ладогу по «Дороге жизни».
После эвакуации жил и учился в Ереване, где окончил среднюю школу с золотой медалью.
В 1949 году поступил в Московский государственный университет им. М. В. Ломоносова на механико-математический факультет, который окончил в 1954 году по кафедре вычислительной математики (дипломная работа: «О наилучших приближениях рациональными функциями»). Однокурсниками были В. В. Белецкий, А. А. Боровков, А. Г. Витушкин, Е. А. Гребенников, Е. А. Девянин, У. А. Джолдасбеков, А. П. Ершов, А. М. Ильин, И. А. Кийко, В. Д. Клюшников, М. Л. Лидов, В. В. Лунёв, Р. А. Минлос, И. В. Новожилов, Н. А. Парусников, Г. С. Росляков, С. А. Шестериков. В период учёбы А. А. Гончар стал одним из участников документального кинофильма о новом здании МГУ «Дворец науки» (1953) (появление 16:45, 34:20). В 1957 году окончил аспирантуру и защитил кандидатскую диссертацию на тему «Некоторые вопросы, связанные с наилучшими приближениями рациональными функциями» (научный руководитель С. Н. Мергелян). Несколько лет (1957—1960) проработал на должности ассистента. 21 ноября 1961 года утвержден в учёном звании доцента по кафедре математического анализа механико-математического факультета, а 12 июля 1967 года — в учёном звании профессора по той же кафедре, хотя и переходит на другую — теории функций и функционального анализа, где уже останется на всю жизнь, до 2012 года. В 1999 году удостоен звания «Заслуженный профессор Московского университета».
С 1964 года, не оставляя активную педагогическую деятельность в МГУ, приходит в Математический институт им. В. А. Стеклова АН СССР на должность старшего научного сотрудника в только что образованный, по инициативе С. Н. Мергеляна, Отдел теории функций комплексного переменного. Среди первых сотрудников отдела также А. Г. Витушкин и А. Ф. Леонтьев. В том же 1964 году защищает докторскую диссертацию на тему «Приближение рациональными дробями и свойства функций». С 1965 по 1968 год в должности заместителя директора института. С 1972 года являлся заведующим Отделом теории функций комплексного переменного.
В 1963 году А. А. Гончар был привлечён академиками М. В. Келдышем, Н. Н. Боголюбовым и членом-корреспондентом С. Н. Мергеляном к организации Отделения математики АН СССР. В годы становления он работал учёным секретарём Отделения. 26 ноября 1974 года А. А. Гончар был избран членом-корреспондентом АН СССР и сразу после этого избирается заместителем академика-секретаря Отделения математики АН СССР. 23 декабря 1987 года он был избран действительным членом Академии наук СССР. В 1988 году, уходя с поста академика-секретаря, академик Н. Н. Боголюбов рекомендовал для избрания своим преемником академика А. А. Гончара, который и был избран на этот пост, проработав академиком-секретарём Отделения математики АН СССР до 1991 года.
19 декабря 1991 Андрей Александрович Гончар становится вице-президентом Российской академии наук и работает на этом посту до 24 марта 1998 года. Когда в 1996 году истёк срок полномочий Президиума Российской академии наук, академик А. А. Гончар на Общем собрании РАН 29-30 октября 1996 года отказался баллотироваться на должность первого вице-президента ещё раз, но согласился пока исполнять обязанности. После 1998 года А. А. Гончар переходит на должность советника Президиума РАН.
С 1992 года по 1993 занимал пост директора-организатора и сыграл решающую роль в создании Российского фонда фундаментальных исследований.
Много сил и времени академик А. А. Гончар уделял редакционно-издательской деятельности. Прежде всего, ему обязан сохранением своей высокой научной репутации старейший российский математический журнал «Математический сборник», главным редактором которого А. А. Гончар стал в 1987 году. Помимо этого, он входил в состав редколлегий журналов «Вестник Российской академии наук» и научно-публицистического и информационного журнала «Наука в России».
Выступал приглашённым докладчиком на Математических конгрессах в Москве (СССР) в 1966 году и в Беркли (США) в 1986 году.
Научный результат А. А. Гончара и Е. А. Рахманова был отмечен в 1987 г. в числе лучших результатов года по АН СССР.
Математик и организатор науки, действительный член Российской академии наук Андрей Гончар скончался на 81 году жизни 10 октября 2012 года.
В телеграмме Президента РФ по случаю кончины А. А. Гончара, в частности, говорится: «Всю свою жизнь выдающийся российский учёный, академик Гончар посвятил развитию ключевых, приоритетных направлений отечественной науки, приумножению её замечательных традиций. В числе его неоспоримых заслуг — яркие открытия и разработки, авторитетная школа, целая плеяда талантливых учеников и последователей. Светлая память об Андрее Александровиче Гончаре навсегда сохранится в сердцах его близких, коллег, друзей — всех, кто знал этого незаурядного человека, настоящего интеллигента и подвижника».
Прощание с Андреем Гончаром состоялось 12 октября в 11 часов в здании президиума РАН, учёный похоронен на Троекуровском кладбище (уч. 26).

## Вклад в науку
Область научных интересов Андрея Александровича Гончара достаточно обширна: комплексный анализ и теория приближений, изучение связей между структурными свойствами функций и скоростью их приближения рациональными функциями, теория рациональных аппроксимаций и теория аналитических функций.
К научным исследованиям Андрея Александровича Гончара относятся проблемы в теории рациональных и гармонических аппроксимаций, теории потенциала и другим разделам комплексного анализа, теории квазианалитических классов функций. Во всех этих областях им были достигнуты определённые результаты, которые определили дальнейшее развитие этих областей математики.
Помимо этого Андрей Александрович был основоположником всемирно известной научной школы по теории аппроксимаций аналитических функций.
Первые научные работы посвящены основной проблематике конструктивной теории функций — связи гладкости функции со скоростью её приближения. Андрей Александрович Гончар показал, что сколь угодно быстрое убывание наилучших рациональных приближений совместимо со сколь угодно медленным стремлением к нулю модуля непрерывности аппроксимируемой функции. В то же время фиксированная скорость убывания наилучших рациональных приближений обеспечивает соответствующие (как и в случае полиномов) дифференциальные свойства функций, с той лишь разницей, что эти свойства гарантируются не всюду, а почти всюду. Таким образом, заданная скорость рационального приближения может быть «расщеплена» в утверждениях обратных теорем: часть её уходит на утверждение хороших дифференциальных свойств функции, а часть — на характеристику исключительного множества, вне которого эти свойства имеют место.
Андреем Александровичем были положены основы современной теории аппроксимаций Паде, которые и определили основные направления исследований в этой области. Существенные результаты были получены им в ходе исследования обратных задач теории аппроксимаций Паде. Андрей Александрович придумал новый метод решения классических задач теории рациональных аппроксимаций, основанный на применении векторных теоретико-потенциальных задач равновесия, с помощью которого получил тонкие результаты о скорости сходимости аппроксимаций Эрмита-Паде и обобщенных аппроксимаций Паде.
К основным научным работам можно отнести следующие: Обратные теоремы о наилучших приближениях рациональными функциями (1963), Скорость приближения рациональными дробями и свойства функций (1968), Теория приближений функций комплексного переменного (1970), Равновесные распределения и скорость рациональной аппроксимации аналитических функций (1987).

## Выборы в ВС СССР 1989 года
Выборы в Верховный Совет СССР в 1989-м году предусматривали избрание части народных депутатов от общественных организаций. В рамках этой квоты Академия наук СССР, включая её научные общества, получила 30 мест. И именно здесь выборы проходили наиболее драматично. 18 января 1989 г. расширенным пленумом Президиума АН СССР, после непростых дискуссий по процедуре, было выдвинуто 23 кандидата. В то же время, вне списка оказался ряд известных личностей, в том числе академики Д. С. Лихачёв и А. Д. Сахаров. При этом, например, последнего поддержало около 60-ти институтов. Этот факт вызвал волну негодования и 2 февраля 1989 г., в обеденный перерыв, Инициативной группой «За демократические выборы в Академии» перед «Старым» зданием Президиума Академии наук (Ленинский пр-т, 14) был организован митинг протеста, на котором сотрудники научных учреждений держали в руках лозунги с весьма острыми текстами в адрес руководства Академии и её Президиума, а в выступлениях даже ставилась под сомнение целесообразность существования в стране самой Академии наук. Участники митинга ожидали выступлений Президента АН СССР академика Г. И. Марчука и Председателя Избирательной комиссии академика В. А. Котельникова, но они отказались выходить из здания и выступил лишь академик В. Н. Кудрявцев, весьма сдержанно и иронично. Митингующие воткнули свои лозунги в снег и разошлись. Уровень накала внутренней ситуации в Академии остался на опасном уровне. 21-22 марта 1989 г. состоялась сессия Общего собрания Академии наук СССР, на которой в сложной обстановке всё же удалось избрать 8 наиболее «проходных» депутатов на 20 мест. Судьбу оставшихся 12-ти должны были решить повторные выборы. Которые, по сути, становились теперь основными. Для этого была сформирована новая Избирательная комиссия, на этот раз во главе с академиком А. А. Гончаром. Согласия Андрея Александровича на эту работу попросил Президент АН СССР Г. И. Марчук, очевидно считая, что присущие академику Гончару политический талант, ораторское искусство и рассудительность станут залогом успешного выхода из сложившейся ситуации. Для перевода процесса в конструктивную плоскость А. А. Гончар не стал отгораживаться от общения с активистами и кандидатами, в частности встретился с академиком А. Д. Сахаровым (по его инициативе) и заверил в том, что под его контролем всё пройдёт «честно и открыто». Вероятно, выстраиванию бесконфликтных отношений с Инициативной группой по выборам в Академии, кроме вышесказанного, способствовал и тот факт, что академик А. А. Гончар никогда не вступал в КПСС, а его отец был расстрелян в период массовых репрессий. Выборы состоялись под председательством А. А. Гончара 20 апреля 1989 г. в Актовом зале МГУ на Ленинских горах. Тайным голосованием было избрано 12 народных депутатов, в том числе академики А. Д. Сахаров, Р. З. Сагдеев, В. Л. Гинзбург и другие. Спокойствие в Академии наук было восстановлено, на какое-то время.

## Устав РАН
14 ноября 1991 г. на совместном заседании Комиссии АН СССР по интеграции Академии наук СССР с вновь избираемым составом Российской академии наук (РАН) и Комиссии, организованной Комитетом по науке и образованию Верховного Совета РСФСР, обсуждены принципы формирования и деятельности РАН. Окончательно установлен порядок интеграции и разработаны принципиальные положения организации академической науки в России. На заседании было также решено создать Рабочую группу по подготовке Временного устава РАН под председательством академиков Ю. С. Осипова и А. А. Гончара. Уже на Учредительном Общем собрании 18 декабря 1991 года А. А. Гончар представил проект Временного устава РАН, одобренный Комиссией по интеграции 28 ноября 1991 года. Андрей Александрович обратил внимание на некоторые статьи, которые подразумевали существенную демократизацию принятия решений и управления Академии наук. Так, в состав высшего органа РАН — Общего собрания теперь будут входить не только академики и члены-корреспонденты, но и научные сотрудники, в рамках установленных для научных учреждений квот. В АН СССР только действительные члены имели право решающего голоса, теперь же статья 28 предполагала, что этим правом будут пользоваться все делегаты, за исключением случаев, относящихся к выборам в академики и члены-корреспонденты. Принципиально новым положением является пункт 30, утверждающий, что члены Президиума избираются Общим собранием академии из числа его членов. Таким образом, все участники Общего собрания — академики, члены-корреспонденты и научные сотрудники — могут быть избраны в Президиум РАН. Вместе с тем, в своем выступлении академик А. А. Гончар отметил, что имеется ряд спорных вопросов, на решение которых уйдет время. Среди таковых он отметил предложения по слишком большой квоте представительства научных сотрудников в Общем собрании (50 %). Андрей Александрович предложил принять представленный им проект Временного Устава РАН за основу и утвердить его как Временный Устав РАН сроком на один год, с учётом поправок, дополнений и предложений, принятых в рамках настоящего Общего собрания. Предложение было одобрено и вновь избранный Президент РАН академик Ю. С. Осипов утвердил это решение Постановлением «О Временном Уставе Российской академии наук» 18 декабря 1991 г. Председателем Комиссии по разработке проекта Устава РАН данным Постановлением утверждался академик А. А. Гончар.
Уже на следующем Общем собрании РАН 8-9 апреля 1992 года А. А. Гончар выступил с докладом, в котором им были представлены Основные принципы организации деятельности научно-исследовательского института Российской академии наук. Документ, который «создавался достаточно долго» и который предстояло принять на текущем заседании. Как отметил в своём докладе академик, институтам в ближайшее время предстоит выработать свои уставы. И для того, чтобы при естественном многообразии этих учреждений сохранить главное — единство Академии, и необходимо сформулировать некие общие принципы.
За этот год к тексту Временного Устава поступали новые поправки и дополнения, которые рассматривались уставной комиссией и обсуждались на Президиуме РАН и те из них, что были одобрены, включены в проект Устава РАН. Итоговый вариант проекта А. А. Гончар формировал лично, стоит отметить, что в тот период одной из его настольных книг было издание «Уставы Академии наук СССР. 1724—1974».
Подготовленный проект Устава РАН, был распечатан и вручен каждому участнику Общего собрания РАН, которое открылось 22 декабря 1992 года. Обсуждение Устава заняло большую часть второго дня заседания. Председатель Уставной комиссии академик А. А. Гончар предложил сделать обзор всего документа и прокомментировать непринятые поправки. В первую очередь, он отметил ряд важных дополнений из «Общих положений»: «Российская академия наук является высшим научным учреждением России», «Российская академия наук создана государством», «Российская академия наук имеет в собственности здания, сооружения, суда научно-исследовательского флота, оборудование и т. д.», «Российская академия наук является некоммерческой организацией». В дальнейшем Андрей Александрович, комментируя второй раздел Устава, касающийся членов РАН, отметил необходимость пресечь нынешний неконтролируемый рост численности состава Академии, а также обеспечить прозрачный избирательный механизм. Далее академик Гончар провёл обзор всех разделов Устава с дополнениями и поправками и предложил утвердить проект в качестве Устава Российской академии наук. Участники собрания подавляющим большинством голосов поддержали это предложение.
В дальнейшем Андрей Александрович Гончар не оставит это важное направление по работе над поправками и новыми редакциями Устава РАН, перейдя в будущем на позицию заместителя председателя Комиссии по Уставу РАН, которую возглавит академик Ю. А. Осипьян.

## Советы и Комиссии
Академик Андрей Александрович Гончар был членом следующих Советов и Комиссий:
Высшая аттестационная комиссия при Совете Министров СССР
Высший аттестационный комитет РФ /…/ Высшая аттестационная комиссия при Министерстве образования и науки РФ
Комиссия по Уставу Российской академии наук (Председатель, заместитель председателя)
Комиссия при Президенте Российской Федерации по Государственным премиям Российской Федерации в области науки и техники (Член Президиума)
Межрегиональный координационный совет по технологической безопасности при Минпромнауки России
Научный совет РАН «Научные телекоммуникации и информационная инфраструктура» (Председатель)
Научно-редакционный совет Большой российской энциклопедии
Совет по грантам Президента Российской Федерации для поддержки молодых российских учёных и ведущих научных школ Российской Федерации
Совет при Президенте Российской Федерации по науке и высоким технологиям (в 2004—2012 гг. — Совет при Президенте Российской Федерации по науке, технологиям и образованию)
Совет федеральной целевой программы «Государственная поддержка интеграции высшего образования и фундаментальной науки на 1997—2000 годы»
Совет федеральной целевой программы «Интеграция науки и высшего образования России на 2002—2006 годы»

## Награды и премии[21]
- Демидовская премия (1998);
- Золотая медаль имени М. В. Келдыша за работы по теории аппроксимации (1993);
- Орден «За заслуги перед Отечеством» II степени (21 марта 2007) — за выдающийся вклад в развитие отечественной науки и многолетнюю плодотворную деятельность[22]
- Орден «За заслуги перед Отечеством» III степени (24 ноября 1996) — за заслуги перед государством и большой личный вклад в развитие науки[23]
- Орден Трудового Красного Знамени (1975)
- Орден Трудового Красного Знамени (24 ноября 1981 года) — за заслуги в развитии математической науки, подготовке научных кадров и в связи с пятидесятилетием со дня рождения[24]
- Премия Триумф (2004)[25];
- Государственная премия Российской Федерации 1999 года в области науки и техники (29 сентября 1999) — за цикл работ «Рациональные аппроксимации аналитических функций»[26].
- Почётная грамота Правительства Российской Федерации (19 августа 2002) — за заслуги в развитии отечественной фундаментальной науки и в связи с 10-летием Российского фонда фундаментальных исследований[27]